# Wyżnia Filipczańska Przełęcz
Wyżnia Filipczańska Przełęcz (1434 m) – płaska, rozległa i niewybitna przełęcz w reglowym paśmie stanowiącym przedłużenie na południe Kop Sołtysich w polskich Tatrach Wysokich. Oddziela Ostry Wierch Waksmundzki (1475 m) od Suchego Wierchu Waksmundzkiego (1485 m). Wschodnie stoki spod przełęczy opadają do doliny Filipki, zachodnie do doliny Pańszczycy.
Przełęcz jest porośnięta lasem i nie prowadzi przez nią żaden szlak turystyczny. Dawniej w dolinie Filipce nad potokiem spływającym spod Wyżniej Filipczańskiej Przełęczy znajdowała się Filipczańska Polana należąca do Hali Filipki. Od nazwy nieistniejącej już hali pochodzi też nazwa przełęczy.

## Przypisy

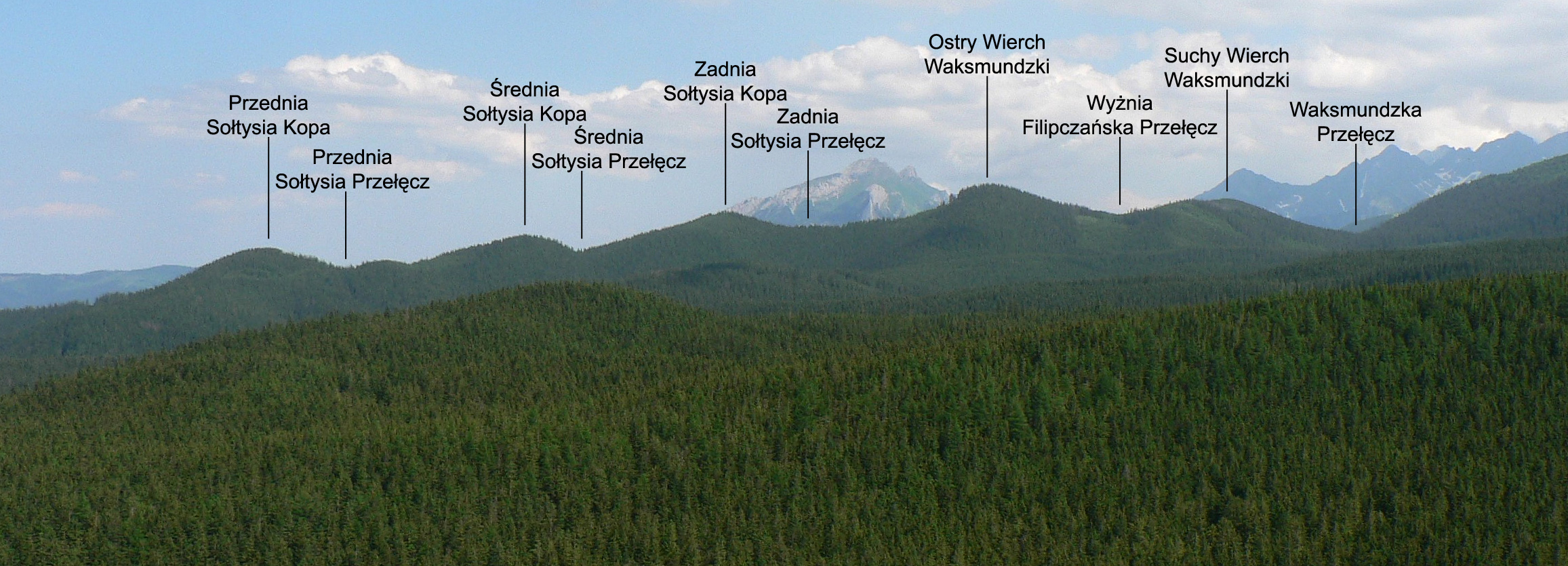
Widok z Wielkiego Kopieńca